# アル・ジョイナー
アル・ジョイナー （Al Joyner、1960年1月19日 - ）は、アメリカ合衆国の陸上競技選手。イリノイ州イーストセントルイス出身。三段跳の選手として1984年ロサンゼルスオリンピックに出場。17m26の記録で金メダルを獲得。三段跳で80年ぶりに金メダルをアメリカにもたらした。
アル・ジョイナーは、1988年ソウルオリンピック100m、200m金メダリストで、これらの種目の現世界記録保持者であるフローレンス・グリフィス＝ジョイナーと結婚、1児をもうけるも、フローレンスは1998年に死別している。
アル・ジョイナーの妹のジャッキー・ジョイナー＝カーシーも、1984年ロサンゼルスオリンピック七種競技で銀メダルを獲得以来、1996年アトランタオリンピックまで4大会連続でメダル獲得。金3個、銀1個、銅2個を獲得している名選手である。

## 主な実績
| 年   | 大会                   | 場所                           | 種目   | 結果 | 記録  |
| ---- | ---------------------- | ------------------------------ | ------ | ---- | ----- |
| 1983 | 世界陸上競技選手権大会 | ヘルシンキ(フィンランド)       | 三段跳 | 8位  | 16m76 |
| 1984 | オリンピック           | ロサンゼルス（アメリカ合衆国） | 三段跳 | 1位  | 17m26 |

## 自己ベスト
- 三段跳 17m53 (1987年)